# Места (кооперация)
„Места“ е българска тютюнева кооперация, съществувала от 1924 до 1948 година в Мехомия (Разлог), България. Кооперацията оказва съпротива на тютюневите монополи и е важна икономическа единица в Разлога.

## История
Кооперацията е основана на 14 април 1924 година в Мехомия като дружество с неограничена отговорност. Основателите са 57 души. Първият управителен съвет на кооперацията е в състав: Тома Панушев – председател, Атанас Астинов – подпредседател и Георги Чобанов, Петър Рачов, Иван Шарков, Филип Махонин и Иван Ваканов – членове. В Контролния съвет влизат Вельо Велев – председател, Благо Попов – подпредседател, Костадин Политов, Стоян Тренчев, Костадин Тумбев и Никола Аврамов.
Кооперацията приема тютюни за обработка и продажба, снабдява кооператорите с машини и разсад от избрани сортове. Ползва складове в Горна Джумая и Свети Врач, като не успява да построи собствен склад и фабрика за преработка на тютюни.
След Деветосептемврийския преврат, със Закона за национализацията от 1947 година, кооперацията се разпуска в 1948 година и е присъединена към Районния кооперативен съюз „Рила“ в Разлог.